# فرناندو دي هيريرا
فرناندو دي هيريرا (بالإسبانية: Fernando de Herrera )‏ (و. 1534 – 1597 م) هو شاعر، وكاتب إسباني، ولد في إشبيلية، توفي في إشبيلية، عن عمر يناهز 63 عاماً.

## روابط خارجية
- فرناندو دي هيريرا على موقع الموسوعة البريطانية (الإنجليزية)